# Wang Xianbo
Wang Xianbo (chiń. 王显波; ur. 28 sierpnia 1976) – chińska judoczka. Brązowa medalistka olimpijska z Atlanty 1996 w kategorii 66 kg.
Triumfatorka igrzysk azjatyckich w 1998. Wicemistrzyni igrzysk Azji Wschodniej w 1997. Złota medalistka mistrzostw Azji w 1996 i brązowa w 1995. Wygrała igrzyska wojskowe w 1999. Wojskowa mistrzyni świata w 1997 i 2000 roku.

## Letnie Igrzyska Olimpijskie 1996
| Konkurencja  | Walki               | Walki                    | Walki              | Walki                    | Walki                | Klas. końcowa |
| Konkurencja  | 1/8                 | Repasaż I                | Repasaż II         | Repasaż III              | o 3 miejsce          | Miejsce       |
| ------------ | ------------------- | ------------------------ | ------------------ | ------------------------ | -------------------- | ------------- |
| waga średnia | Cho Min-sun (KOR) P | Rosicléia Campos (BRA) W | Dulce Piña (DOM) W | Liliko Ogasawara (USA) W | Alice Dubois (FRA) W | III           |